# Lollywood
Lollywood (urdú: لالیوُڈ) és la indústria cinematogràfica del Pakistan, que ha servit de base per a la producció cinematogràfica tant en urdú com en panjabi.
Lahore ha estat el centre del cinema pakistanès des de la independència l'any 1947. No obstant això, com que el centre cinematogràfic urdú es va traslladar en gran manera a Karachi el 2007, la indústria cinematogràfica de Lahore es va convertir en sinònim de la indústria cinematogràfica pakistanesa panjabi.
La paraula «Lollywood» és un acrònim de «Lahore» i «Hollywood», encunyat el 1989 pel columnista de tafaneries de la revista Glamour Saleem Nasir, i s'utilitza habitualment en comparació amb altres indústries cinematogràfiques del cinema del sud d'Àsia. Va començar com un joc de paraules amb el sufix wood per emular Bollywood.

## Etimologia
«Lollywood» és un acrònim derivat de «Lahore» i «Hollywood», una metonímia per a la indústria cinematogràfica estatunidenca, Hollywood.

## Història
Abans de la partició de l'Índia el 1947 entre la República de l'Índia i el Pakistan, la indústria cinematogràfica de Lahore va formar part inicialment del cinema de l'Índia de l'època del Raj britànic. La indústria cinematogràfica de Bombai (ara coneguda com a cinema hindi o Bollywood a l'Índia moderna) estava estretament lligada a la indústria cinematogràfica de Lahore, ja que ambdues produïen pel·lícules en llengua hindustànic, també coneguda com hindi-urdú, la lingua franca del nord i el centre de l'Índia britànica. Molts actors, cineastes i músics de la indústria de Lahore van emigrar a la indústria de Bombai durant la dècada del 1940, inclosos els actors K. L. Saigal, Prithviraj Kapoor, Dilip Kumar i Dev Anand, així com els cantants Mohammed Rafi, Noorjahan i Shamshad Begum. Després de la partició de 1947 i la fundació del Pakistan, la indústria cinematogràfica de Lahore va passar a convertir-se en el centre del nou cinema pakistanès.

## Pel·lícules
Les pel·lícules de Lollywood en panjabi van ser més populars a la dècada del 1960 i sovint es coneixen com «l'edat daurada del cinema panjabi pakistanès».